# Карельська Автономна Радянська Соціалістична Республіка
Карельська Автономна Радянська Соціалістична Республіка (КАРСР) (фін. Karjalan autonominen sosialistinen neuvostotasavalta, KASNT карел. Karjalan avtonomine neuvosto-sosialistine tazavalda KANST) — автономна республіка в складі РРФСР, яка існувала з 5 грудня 1936 року по 24 травня 1991 року, за виключенням періоду 1940—1956 років.
Столиця — місто Петрозаводськ у 1941—1944 називалося Яанісліна (фін. і карел. Äänislina)

## Історія
З прийняттям Конституції СРСР 1936 року, з 5 грудня цього ж року Автономна Карельська СРР була перейменована в Карельську АРСР.
17 червня 1937 року Надзвичайний з'їзд Рад Карелії прийняв Конституцію КАРСР. Написи на гербі і прапорі КАРСР були виконані російською, карельською і фінською мовами.
31 березня 1940 року, у результаті приєднання частини Фінляндії до складу СРСР, КАРСР ліквідована та створена нова союзна республіка — Карело-Фінська РСР.
16 липня 1956 Карело-Фінська РСР була відновлена в статусі автономної республіки у складі РРФСР з колишньою назвою — Карельська Автономна РСР (КАРСР).
24 травня 1991 була реорганізована в Республіку Карелію у складі Російської Федерації.

## Перші секретарі Карельського обласного комітету КПРС (з 1956 року)
- 1956—1958 — Лубєнніков Леонід Гнатович
- 1958—1984 — Сєнькін Іван Ілліч
- 1984—1989 — Степанов Володимир Севастянович
- 1989—1991 — Кір'янов Микола Якович

## Етнічний склад населення[1]
|          | перепис 1939     | перепис 1959     | перепис 1970     | перепис 1979     | перепис 1989     |
| -------- | ---------------- | ---------------- | ---------------- | ---------------- | ---------------- |
| Росіяни  | 296 529 (63,2 %) | 412 773 (62,7 %) | 486 198 (68,1 %) | 522 230 (71,3 %) | 581 571 (73,6 %) |
| Карели   | 108 571 (23,2 %) | 85 473 (13,0 %)  | 84 180 (11,8 %)  | 81 274 (11,1 %)  | 78 928 (10,0 %)  |
| Білоруси | 4263 (0,9 %)     | 71 900 (10,9 %)  | 66 410 (9,3 %)   | 59 394 (8,1 %)   | 55 530 (7,0 %)   |
| Українці | 21 112 (4,5 %)   | 23 569 (3,6 %)   | 27 440 (3,8 %)   | 23 765 (3,2 %)   | 28 242 (3,6 %)   |
| Фіни     | 8322 (1,8 %)     | 27 829 (4,2 %)   | 22 174 (3,1 %)   | 20 099 (2,7 %)   | 18 420 (2,3 %)   |
| Вепси    | 9392 (2,0 %)     | 7179 (1,1 %)     | 6323 (0,9 %)     | 5864 (0,8 %)     | 5954 (0,8 %)     |
| Інші     | 20 709 (4,4 %)   | 29 869 (4,5 %)   | 20 726 (2,9 %)   | 19 565 (2,7 %)   | 21 505 (2,7 %)   |